# 앤 브론테
앤 브론테(Anne Brontë, 1820년 1월 17일 - 1849년 5월 28일)는 잉글랜드의 소설가로 브론테 자매의 셋째(막내)이다.
언니들과 함께 작업한 《커러, 엘리스, 엑턴의 시집》(1846년)을 출간하였으며 대표작으로는 《애그니스 그레이》(1847년), 《와일드펠 홀의 소작인》(1848년)이 있다.

## 작품 목록
- 《애그니스 그레이》(Agnes Grey, 1847년)
- 《와일드펠 홀의 소작인》 (The Tenant of Wildfell Hall, 1848년)

## 같이 보기
- 브론테 자매
- 영국 문학